# 本居みどり
本居 みどり（もとおり みどり、1912年6月6日 - 1942年8月4日）は、日本の童謡歌手。愛称は「みどりちゃん」。東京府出身。別名、本居みどり子。

## 人物
本居みどりは本居長世の長女として生まれた。幼少時から父の影響により人前で歌う機会が多かった。当時みどり本人は、みどりちゃんという愛称で呼ばれた。東京音楽学校 (旧制)（現・東京芸術大学）で声楽を学び、音楽活動を本格に始める。1920年（大正9年）、新音楽大演奏会で長世が作曲した「十五夜お月さん」を歌った。また、ニッポノホン（現：日本コロムビア）では本居みどり子名義で「青い眼のお人形」を吹き込んだ。30歳のときに肺結核により病没した。